# Pleasureville
Pleasureville és una població dels Estats Units a l'estat de Kentucky. Segons el cens del 2000 tenia 869 habitants.

## Demografia
Segons el cens del 2000, Pleasureville tenia 869 habitants, 340 habitatges, i 236 famílies. La densitat de població era de 633,1 habitants/km².
Dels 340 habitatges en un 33,2% hi vivien nens de menys de 18 anys, en un 53,8% hi vivien parelles casades, en un 9,4% dones solteres, i en un 30,3% no eren unitats familiars. En el 23,8% dels habitatges hi vivien persones soles el 14,4% de les quals corresponia a persones de 65 anys o més que vivien soles. El nombre mitjà de persones vivint en cada habitatge era de 2,56 i el nombre mitjà de persones que vivien en cada família era de 2,98.
Per edats la població es repartia de la següent manera: un 25,1% tenia menys de 18 anys, un 7,6% entre 18 i 24, un 31,5% entre 25 i 44, un 19,3% de 45 a 60 i un 16,5% 65 anys o més.
L'edat mediana era de 36 anys. Per cada 100 dones de 18 o més anys hi havia 100,9 homes.
La renda mediana per habitatge era de 33.839 $ i la renda mediana per família de 36.875 $. Els homes tenien una renda mediana de 26.875 $ mentre que les dones 21.912 $. La renda per capita de la població era de 16.279 $. Entorn del 5,9% de les famílies i el 13,8% de la població estaven per davall del llindar de pobresa.

## Poblacions més properes
El següent diagrama mostra les poblacions més properes.